# UTFO
UTFO (som betyder Untouchable Force Organization) er en amerikansk old school hiphop-gruppe, som var populær i 1980'erne, og hvis mentorer var contemporary R&B-gruppen Full Force.

## Historie
UTFO består af Kangol Kid (Shiller Shaun Fequiere), Educated Rapper (Jeffrey Campbell) (også kendt som EMD), Doctor Ice (Fred Reeves) og Mix Master Ice (Maurice Bailey). Gruppens bedst kendte single er "Roxanne, Roxanne", en udbredt rost hiphop-klassiker, som frembragte en sensation på hiphop-scenen kort tid efter den udkom, og den inspirerede adskillige svarsange, hvoraf den mest bemærkelsesværdige udførtes af Marley Marls protegé Roxanne Shanté.
"Roxanne, Roxanne" var oprindeligt b-siden til den mindre kendte "Hangin' Out". Educated Rapper var på grund af personlige problemer ikke medvirkende på gruppens andet forsøg, Skeezer Pleezer fra 1986, som afstedkom ét bemærkelsesværdigt nummer med sangen "Split Personality". "Roxanne, Roxanne" blev i 2008 rangeret som nummer 84 på VH1's 100 Greatest Songs of Hip Hop.[kilde mangler].
Kangol Kid og Doctor Ice mødtes som dansere for Whodini inden de dannede UTFO i 1983 i Brooklyn i New York City. Gruppen fik en pladekontrakt i 1984 med Fred Munaos Select Records, og udgav samme år hitsinglen "Roxanne, Roxanne." Gruppens debutalbum produceredes af R&B-gruppen Full Force. Ifølge VH1 er gruppen stadig aktiv.[kilde mangler] Medlemmerne af UTFO var de første breakdancere til at optræde i det nationale talkshow The Phil Donahue Show.

## Diskografi

### Albums
- UTFO (1985), Select
- Skeezer Pleezer (1986), Select
- Lethal (1987), Select
- Doin' It! (1989), Select
- Bag It & Bone It (1991), UTFO/Jive/RCA Records